# Schizenterospermum rotundifolium
Schizenterospermum rotundifolium là một loài thực vật có hoa trong họ Thiến thảo. Loài này được Homolle ex Arènes miêu tả khoa học đầu tiên năm 1960.